# Папа Гргур II
Папа Гргур II (лат. Gregorius Secundus;669 - 11. фебруар 731.) је био 89. папа од 19. маја 715. до 11. фебруара 731.